# Machaerium kuhlmannii
Machaerium kuhlmannii är en ärtväxtart som beskrevs av Frederico Carlos Hoehne. Machaerium kuhlmannii ingår i släktet Machaerium och familjen ärtväxter. Inga underarter finns listade i Catalogue of Life.